# Uzzone
L'Uzzone (Usson in piemontese) è un torrente del Piemonte e della Liguria lungo quasi 20 km, affluente di destra del fiume Bormida di Millesimo, che scorre per gran parte del suo corso in Provincia di Cuneo.

## Storia

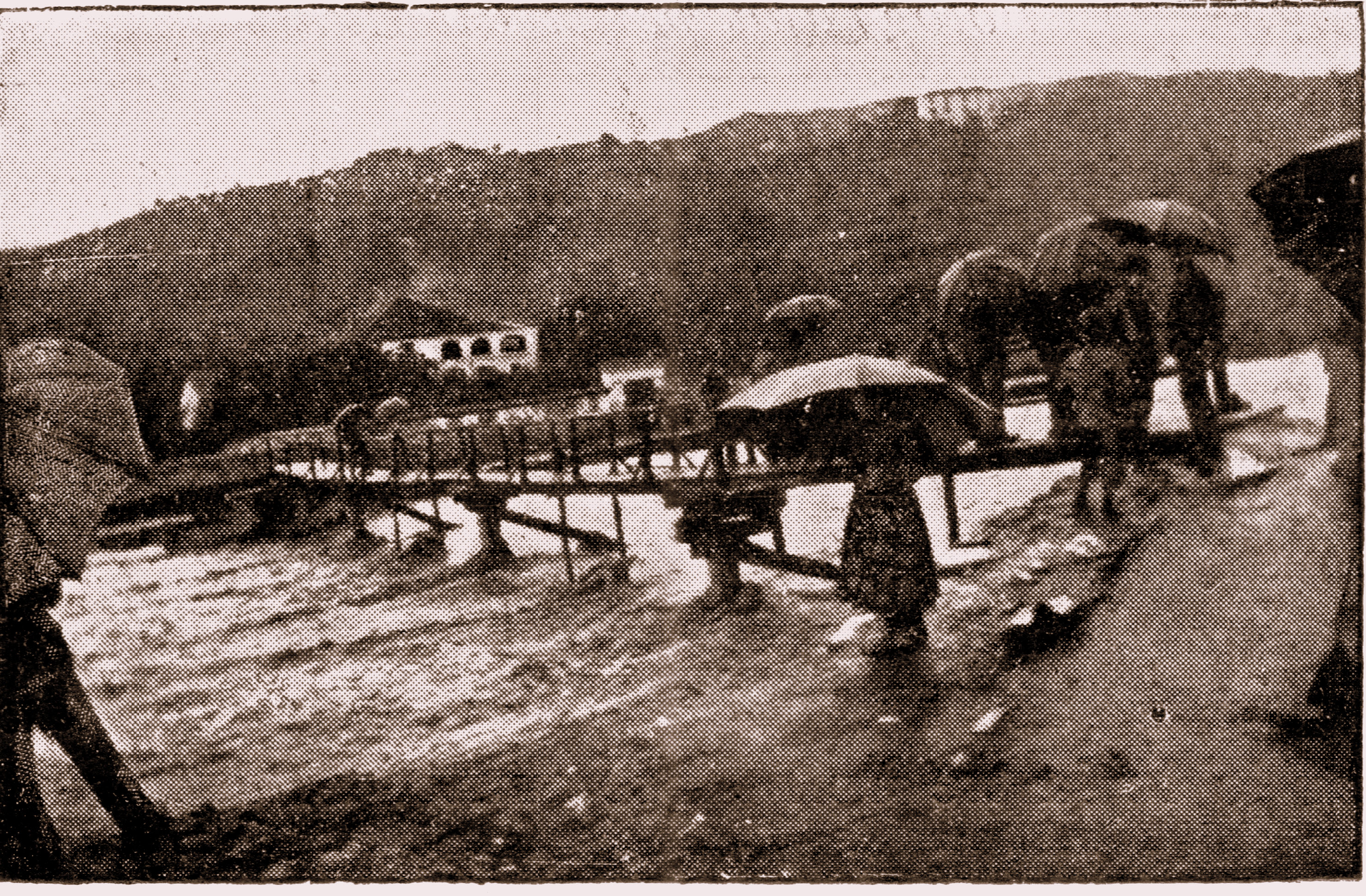
Foto storica di una piena del torrente Uzzone a Cortemilia - anteriore al 1900

Per gestire le acque del torrente, congiuntamente a quelle della fiume Bormida,  venne costituito il Consorzio idraulico di terza categoria del fiume Bormida e del torrente Uzzone, con sede a Cortemilia; l'ente fu in seguito sciolto e liquidato ai sensi di un decreto del ministero del Tesoro che data 16 dicembre 1994.

## Il corso del torrente
L'Uzzone nasce dal Bric Baraccone a 765 metri d'altezza nel comune di Saliceto, poi passa vicino alla frazione Valle di Gottasecca e poco dopo delimita per 2 km il confine tra Piemonte e Liguria, poi entra definitivamente in Piemonte nel comune di Castelletto Uzzone; bagna Pezzolo Valle Uzzone, passa non lontano da Bergolo e arrivato a Cortemilia si getta nella Bormida di Millesimo.